# Пол Зепджи
Богос (Пол) Зепджи (на френски: Boghos, Paul Zepdji) е арменски фотограф от Македония, активен в 1880-те и 1890-те години в Солун, Османската империя.

## Биография
Учи при цариградския фотограф Абдула и държи ателие в Солун до Арката на Галерий.
Значителна част от снимките му придобиват популярност като пощенски картички по време на Първата световна война.